# Ahmet Çukadar
Ahmet Taner Çukadar (* 4. August 1998 in Mersin) ist ein türkischer Fußballspieler.

## Karriere
Çukadar begann mit dem Vereinsfußball in der Jugend Mersin İdman Yurdus.
Aufgrund von Spielermangel erhielt er zusammen mit anderen Nachwuchsspielern im Winter 2015/16 einen Profivertrag bei Mersin İY und wurde Teil der Profimannschaft. Sein Profidebüt gab er am 28. Januar 2016 in der Pokalbegegnung gegen Çaykur Rizespor.